# Emilia Lungu-Puhallo
Emilia Lungu-Puhallo (n. 1853, Sânnicolau Mare – d. 16 decembrie 1932) a fost o ziaristă și învățătoare bănățeană, fiica profesorului și publicistului Traian Lungu. A fondat în 1872 prima reuniune a femeilor din Banat, cu numele de "Reuniunea Damelor" iar în 1874 a deschis prima școală de fete din Banat, la Izvin. A scris pentru numeroase ziare și reviste, dar și unele poezii, nuvele și schițe.